# Crique
Crique é uma comuna francesa na região administrativa da Normandia, no departamento de Sena Marítimo. Estende-se por uma área de 10,11 km². Em 2010 a comuna tinha 348 habitantes (densidade: 34,4 hab./km²).